# Jeremy Taylor
Ej att förväxla med biskopen Jeremy Taylor (1613-1667).
Jeremy Taylor, född 24 november 1937 i Newbury, Berkshire, brittisk folksångare och låtskrivare som har tillbringat mycket av sitt liv i Sydafrika, men sedan 1994 är han bosatt i Wales och även i Frankrike.
Taylor började framföra sånger på klubbar och kaffebarer som Cul de Sac i Hillbrow, Johannesburg under det sena 1960-talet och uppnådde en massiv succé med den komiska sången "Ballad of the Southern Suburbs" (mera känd som "Ag Pleez Deddy") år 1961. Efter hans återvändo till Storbritannien för att spela i West End musikal-revyn Wait a Minim, som hade premiär år 1964, blev han medlem i Brittiska folkmusikkretsen och kunde ses regelbundet i brittisk television. 
Hans sånger är ofta politiska och ofta humoristiska, och var bannlysta i Sydafrika av South African Broadcasting Corporation under apartheideran.
Några av hans populära sånger är "Jobsworth", "Huberta, the Hippopotamus", "The Pot Song", "Mrs Harris" och "Prawns in the Game". Hans sång "Piece of Ground" blev inspelad i USA av Miriam Makeba. Han skrev även låten "Black-White Calypso" som Beppe Wolgers skrev en svensk text till som sedan Monica Zetterlund framförde live på musikpuben Katalin i Uppsala. Låten heter på svenska "Svart-vit calypso".
Taylor var en långsiktig samarbetare och framförare med Spike Milligan och de spelade in ett livealbum tillsammans med titeln Spike Milligan and Jeremy Taylor: An Adult Entertainment.